# Apotegma
Apotegma (del griego αποφθεγμα/apophthegma; -plural: apophthegmata-  a través del latín) es una enseñanza, una sentencia breve y graciosa en la que subyace un contenido moral aleccionador.
La primera mención latina de este helenismo aparece con Cicerón: "cosas agraciadas y donosas como aquellas que recopiló el viejo Catón  las cuales se llaman Apothegmas".
A sentencias también dichas con gracia y pocas palabras se las llama donaire, facecia, chiste, gracia y sal; si bien no aportan la enseñanza moral de los apotegmas.

## Ejemplos de apotegmas

### Tomados deJuan Rufo
- Una dama hermosa y sin señal de corta vista, traía unos anteojos por lo cual se le dijo: otras los traen por ver más y vuestra merced por ser más vista. (Anteojos, gafas)
- Había en Nápoles un sastre que se llamaba fulano Evangelista, al cual dijo: "mudad oficio o nombre; porque sastre y evangelista no puede ser". (El oficio de sastre era propio de judíos).

### Mencionados como tales porEduardo Mendoza
- En boca cerrada no entran moscas. Más vale prevenir que curar. Donde fueres haz lo que vieres. Zapatero a tus zapatos.

## Ejemplos en títulos de libros
- Apotegmas a propósito del marxismo, Agustín García Calvo (París: Ruedo Ibérico, 1970).

- Apotegmas de sabiduría antigua, Erasmo de Róterdam (Editorial EDHASA, 1998).

## Apotegmas políticos
En política se encuentran varios ejemplos, como el del expresidente argentino Juan Domingo Perón que creó el apotegma que describe al peronismo: «Los peronistas somos como los gatos, cuando parece que nos estamos peleando es que nos estamos reproduciendo». Un célebre y docto opositor de Perón, el escritor Jorge Luis Borges, dijo por su parte: «los peronistas no son ni buenos ni malos, son incorregibles».
En México es muy conocido y utilizado el apotegma del presidente Benito Juárez: "Entre los individuos cómo entre las naciones, el respeto al derecho ajeno es la paz".

## Los Padres del Desierto
Los Apophthegmata Patrum son una colección de apotegmas y documentos sobre la vida de los monjes cristianos en Egipto de los siglos IV y V llamados Padres del Desierto. Un ejemplo típico de apotegma que se encuentra en el Apophthegmata Patrum es el Nº17: 

Una vez que llegó a los patriarcas el viejo padre Antonio, y entre ellos estaba José el Viejo. Antonio quería ponerlo a prueba, Antonio tomó una palabra de las Escrituras, y comenzó preguntando a los más jóvenes, ¿qué significaba esa palabra?. Cada uno de ellos respondió, según sus medios. El anciano Antonio dijo a todos: " Todavía no han encontrado la respuesta"; por último le dijo al anciano José: "¿Qué es lo que dices, qué significaría esta palabra?" La respuesta del anciano José entonces, fue "no sé". Y el Viejo Antonio dijo: "En verdad, el pastor José ha encontrado el camino, diciendo: yo no sé". (17)

- Datos: Q619658
- Citas célebres: Apotegma